# Relaciones Islandia-México
Las naciones de Islandia y México establecieron relaciones diplomáticas en 1964. Ambas naciones son miembros de las Naciones Unidas y la Organización para la Cooperación y el Desarrollo Económicos.

## Historia
Islandia y México establecieron relaciones diplomáticas el 24 de marzo de 1964. Las relaciones iniciales entre ambas naciones fueron limitadas. En 1985, el primer ministro islandés Steingrímur Hermannsson fue el primer jefe de gobierno islandés en visitar México y se reunió con el presidente Miguel de la Madrid.  Desde entonces, ha habido varias visitas de alto nivel de políticos islandeses a México.
El 1 de febrero de 1999, el primer ministro islandés Davíð Oddsson realizó una visita oficial a México y se reunió con el presidente mexicano Ernesto Zedillo. Durante su visita, ambos líderes discutieron un acuerdo de libre comercio entre México y el Espacio Económico Europeo (lo cual también incluye a Islandia). Ambos líderes también acordaron trabajar en estrecha colaboración para aumentar el comercio, el turismo, los eventos culturales y educativos entre ambas naciones y el primer ministro islandés anunció que Islandia estaría invirtiendo más en México, especialmente en la ciudad de Guaymas, Sonora.
En marzo de 2008, el presidente islandés Ólafur Ragnar Grímsson hizo una visita de estado a México y se reunió con el presidente con el presidente Felipe Calderón. El presidente Ólafur Ragnar Grímsson se dirigió al pueblo de México el 11 de marzo de 2008, diciendo:

En este nuevo siglo, la humanidad busca y requiere con entusiasmo un liderazgo nacido de las mismas cualidades, buscando soluciones al desafío más fundamental de nuestros tiempos, la amenaza del cambio climático, que es tan evidente en el derretimiento de las capas de hielo y los glaciares y el aumento del nivel del mar en todo el mundo. Debido a la Corriente del Golfo, México e Islandia están estrechamente vinculados en este esfuerzo. Fluyendo desde México hacia el Atlántico Norte, la Corriente del Golfo rodea mi país y constituye el núcleo de la cinta transportadora de las corrientes oceánicas que en cada continente regula el clima. Por lo tanto, la cooperación entre nuestros países es urgente y está dotada de un valor simbólico, recordándonos cómo todas las naciones ahora comparten un destino común, pero también demostrando a otros nuevas formas de encontrar soluciones.

En noviembre de 2017, se llevó a cabo la Cumbre Mundial Anual 2017, Foro Global de Mujeres y Líderes en Política en Reikiavik, Islandia. Una delegación mexicana asistió al evento dirigido por la senadora mexicana María del Rosario Guzmán Avilés.
En mayo de 2024, la subsecretaria de Relaciones Exteriores de México, Carmen Moreno Toscano, viajó a Islandia encabezando una delegación para asistir a la IV Cumbre de Jefes de Estado y de Gobierno del Consejo de Europa en calidad de Observadora Permanente. Durante su viaje, la subsecretaria también se reunió con el secretario de Estado Permanente de la Cancillería de Islandia. Ese mismo año, ambas naciones celebraron 60 años de relaciones diplomáticas.

## Visitas de alto nivel
Visitas de alto nivel de Islandia a México
- Primer ministro Steingrímur Hermannsson (1985)
- Presidente Ólafur Ragnar Grímsson (1998, 2004, 2008)
- Primer ministro Davíð Oddsson (1999)

Visitas de alto nivel de México a Islandia
- Senadora María del Rosario Guzmán Avilés (2017)
- Subsecretaria de Relaciones Exteriores Carmen Moreno Toscano (2024)

## Acuerdos bilaterales
Ambas naciones han firmado algunos acuerdos bilaterales como un Acuerdo sobre Agricultura (2000); Acuerdo para la Promoción y Protección Recíproca de Inversiones (2005); Acuerdo para Evitar la Doble Tributación y Prevenir la Evasión Fiscal en Materia de Impuesto sobre la Renta (2008); Memorando de Entendimiento para fortalecer y promover la cooperación técnica bilateral en el desarrollo geotérmico (2015); y un Acuerdo sobre Servicios Aéreos (2021).

## Relaciones comerciales
En 2001, México firmó un acuerdo de libre comercio con la Asociación Europea de Libre Comercio, que incluye Islandia, Liechtenstein, Noruega y Suiza. En 2023, el comercio bilateral entre Islandia y México ascendió a $16.9 millones de dólares. Las principales exportaciones de Islandia a México incluyen: férulas u otros artículos y aparatos para fracturas; teléfonos y teléfonos móviles; partes y accesorios para máquinas; grasas y aceites de pescado; pescado congelado y en conserva, y caviar; llaves de ajuste manuales; productos químicos, y petróleo. Las principales exportaciones de México a Islandia incluyen: vehículos automotores para el transporte de mercancías, ejes y manivelas, máquinas de procesamiento de datos, partes de maquinaria, teléfonos y teléfonos móviles, herramientas, plástico, margarina, café, y alcohol.

## Misiones diplomáticas
- Islandia está acreditado a México a través de su embajada en Washington D. C., Estados Unidos y mantiene consulados honorarios en la Ciudad de México y en la Ciudad de Campeche.[12]
- México está acreditado a Islandia a través de su embajada en Copenhague, Dinamarca y mantiene un consulado honorario en Reikiavik.[13]